# San Pedro Soloma
San Pedro Soloma, spesso semplicemente Soloma, è un comune del Guatemala facente parte del dipartimento di Huehuetenango.
Di origini precolombiane, l'abitato vadde sotto la dominazione spagnola per l'azione di Francisco de la Cueva nel 1549.